# Leposternon microcephalum
Leposternon microcephalum är en ödleart som beskrevs av  Johann Georg Wagler 1824. Leposternon microcephalum ingår i släktet Leposternon och familjen Amphisbaenidae. Inga underarter finns listade i Catalogue of Life.